# 神戸市立谷上小学校
神戸市立谷上小学校（こうべしりつ たにがみしょうがっこう）は、兵庫県神戸市北区山田町下谷上にある市立小学校。

## 沿革

### 年表
- 1873年（明治6年） - 浄光寺に上谷上小学校が、寿福寺に下谷上小学校がそれぞれ開校
- 1876年（明治9年） - 上谷上小学校と下谷上小学校を統合し、天王神社（現・下谷上八阪神社）に誠心小学校を設置
- 1881年（明治14年） - 現在地に移転
- 1887年（明治20年） - 山田村立谷上簡易小学校に改称（八部郡第五番学区、修業年限3年）
- 1891年（明治24年） - 山田村立谷上尋常小学校に改称（修業年限4年）
- 1908年（明治41年） - 修業年限が6年に変更
- 1909年（明治42年） - 校舎増築
- 1924年（大正13年） - 校歌・校章制定
- 1925年（大正14年） - 高等科を設置し、山田村立谷上尋常高等小学校に改称
- 1941年（昭和16年） - 山田村立谷上国民学校に改称
- 1947年（昭和22年） - 山田村が神戸市に編入され、神戸市立谷上小学校に改称
- 1952年（昭和27年） - 新校舎竣工、新校歌制定
- 1968年（昭和43年） - 新校章制定、講堂竣工
- 1969年（昭和44年） - 本館竣工
- 1970年（昭和45年）
  - 3月 - 新館竣工
  - 4月 - 神戸市立桜の宮小学校を分離
- 1974年（昭和49年）3月 - 神戸市立大池小学校を分離
- 1976年（昭和51年） - 神戸市立花山小学校を分離
- 1977年（昭和52年） - プール竣工
- 2006年（平成18年） - 本館耐震工事完了
- 2007年（平成19年） - 新館耐震工事完了

## 教育目標
- 輝く笑顔・高め合う心・きり拓く力
  - 思いやりをもちみんなと共に生きていく子
  - 自ら学びとりねばり強く考えていく子
  - 健康で明るく元気な子

## 通学区域
- 神戸市北区
  - しあわせの村
  - 谷上西町
  - 谷上東町
  - 谷上南町
  - 山田町上谷上（大池地区、花山地区を除く）
  - 山田町下谷上（山の街地区、広陵地区を除く）

## 進学先中学校
- 神戸市立山田中学校

## 校区内の主な施設
- 兵庫県立ひょうごこころの医療センター
- 神戸市北消防署山田出張所
- 神戸市立山田中学校
- 神戸市立谷上幼稚園
- 谷上保育園
- 神戸電鉄有馬線・北神急行電鉄谷上駅
- 下谷上農村歌舞伎舞台

## 交通・アクセス
- 神戸電鉄有馬線・神戸市営地下鉄北神線谷上駅下車、徒歩5分
- 神戸市バス・神姫バス・阪急バス　谷上駅前下車、徒歩3分

## 関係者

### 出身者
- 奥谷謙一（兵庫県議会議員）

## 通学区域が隣接している学校
- 神戸市立六甲山小学校
- 神戸市立唐櫃小学校
- 神戸市立大池小学校
- 神戸市立花山小学校
- 神戸市立義務教育学校八多学園
- 神戸市立山田小学校
- 神戸市立箕谷小学校
- 神戸市立甲緑小学校
- 神戸市立広陵小学校
- 神戸市立筑紫が丘小学校
- 神戸市立小部小学校

以下の学校とも隣接しているが、谷上小学校所在地から他の学校区を通らずに行き来することが困難であり、かつ、その付近の谷上小学校区に人家は少ない。
- 神戸市立小部東小学校
- 神戸市立南五葉小学校
- 神戸市立君影小学校
- 神戸市立星和台小学校
- 神戸市立藍那小学校
- 神戸市立太山寺小学校
- 神戸市立白川小学校
- 神戸市立若草小学校
- 神戸市立妙法寺小学校
- 神戸市立ひよどり台小学校
- 神戸市立丸山ひばり小学校
- 神戸市立神戸祇園小学校
- 神戸市立こうべ小学校
- 神戸市立雲中小学校
- 神戸市立摩耶小学校